# Famille Apor
 (2 mars 2018).
Améliorez-le ou discutez des points à vérifier. 
La famille Apor (altorjai nemes, báró és gróf Apor en hongrois) est une ancienne famille  noble sicule.

## Principaux membres
- Lázár Apor (1595-1643), vice-juge royal du siège de kézdi, père du suivant.
- István Apor (hu) (1638-1704), il amasse une fortune considérable. Il fut ambassadeur du prince Abaffi Ier auprès de la Sublime Porte, grand-juge royal de Csík, Gyergyó et Kászonszék. Opposé à Imre Thököly (1690), il est élevé au rang de baron (1693) puis à celui de comte en (1696) par Léopold Ier de Habsbourg. Trésorier de Transylvanie (1693-1703), főispán de Torda (1697), général, il devient grand-général de Transylvanie (Erdély fővezér). Il prend part, aux côtés de l'empereur, à la guerre d'Indépendance de Rákóczi. Partisan de la Contre-Réforme. Oncle du suivant.
- baron Péter Apor (1676–1752), historien, főispán de Küküllő, il fut l'un des trois grand-juges royaux du Pays sicule (háromszéki főkirálybíró). Soutient initial de Rákóczi dans sa guerre d'indépendance, il prête par la suite allégeance à Léopold Ier qui le fait baron.
- baron Lázár Apor (1784-1868), chambellan KuK, véritable conseiller privé, conseiller et référendaire en la Chancellerie de Transylvanie.
- baron Károly Apor (hu) (1815-1885), chambellan KuK, président du tribunal de Transylvanie à Marosvásárhely, chevalier de l'Ordre de la Couronne de Fer.
- baron Gábor Apor (1851–1898), főispán du comté de Nagy-Küküllő, secrétaire d'État aux Affaires étrangères.
- Bienheureux baron Vilmos Apor (1892–1945), évêque de Győr.
- baronne Gizella Apor (1886-1971), infirmière, chef de l'organisation de la Croix-Rouge hongroise. Récipiendaire de la médaille Florence Nightingale.
- baron Sámuel Apor († 1918), lieutenant-général, ministre personnelle de l'empereur d'Autriche-Hongrie.
- baron Gábor Apor (1889-1969), diplomate, secrétaire et conseiller d'ambassade, il fut grand chancelier de l'ordre souverain de Malte (1952-58), membre fondateur et président de l'Action catholique hongroise.
- baron Ferenc József Apor (1884-1946), colonel de hussards.
- vitéz, baron Ferenc József Ottó Apor (1924°), architecte.

## Pour approfondir